# Sciacca
 (février 2021).
Si vous disposez d'ouvrages ou d'articles de référence ou si vous connaissez des sites web de qualité traitant du thème abordé ici, merci de compléter l'article en donnant les références utiles à sa vérifiabilité et en les liant à la section « Notes et références ».
Sciacca (prononcé : [ˈʃakka]) est une ville de la province d'Agrigente en Sicile (Italie) située sur le littoral méditerranéen entre Agrigente et Trapani.

## Histoire
Cette ville moyenne est le premier port de pêche d'Italie et également une station thermale dont les infrastructures datent de l'époque crétoise. Les Romains l'appelaient Thermae Selinuntinae, quelque chose comme Sélinonte-les-bains. Deux grandes familles avec leur château respectif -le Vieux château ou Castello Vecchio et le château des Luna- se sont violemment affrontées au cours des années. En 1529, les Luna incendièrent le Vieux château mais le leur fut ravagé au XVIIe siècle. Sciacca est devenue une cité touristique où la vaste place centrale surplombe la mer.

## Administration
| Période                                  | Période  | Identité          | Étiquette | Qualité |
| ---------------------------------------- | -------- | ----------------- | --------- | ------- |
| 06 mai 2012                              | En cours | Fabrizio Di Paola |           |         |
| Les données manquantes sont à compléter. |          |                   |           |         |

### Communes limitrophes
Caltabellotta, Menfi, Ribera, Sambuca di Sicilia

### Évolution démographique
Habitants recensés

## Jumelages
- Salvador (Brésil) depuis 2001
- Aprilia (Italie) depuis 2003
- Kırşehir (Turquie) depuis 2011
- Mustafakemalpaşa (Turquie) depuis 2011

## Patrimoine naturel et culturel

### Sources
Les Thermes comprennent dix sources dont les deux plus importantes sont toujours en activité : Molinelli en particulier avec ses bains-douches, ses inhalations à 32 degrés, ses bains de boue sulfureuse à 56 degrés. Les Stufe di San Calogero (les poêles du San Calogero) à 8 kilomètres au nord de la ville sur le mont du même nom bénéficient d'une température élevée et ses vapeurs à 40 degrés s'échappent par des fissures dans des grottes transformées en étuves naturelles.

### Sites et bâtiments
Sur le plan patrimonial, on peut citer notamment les monuments suivants: la cathédrale (Duomo) d'architecture normande (XIIe siècle), remaniée au XVIIe siècle, le Palais du Steripinto de style catalan du XVe siècle, avec sa façade « en pointes de diamant » et ses encorbellements médiévaux, la Porte Saint-Sauveur (San Salvatore) ,du XVIe siècle, arche qui mélange le baroque et l'art populaire.
- La porte San Calogero, du XVIe siècle;
- L'église de Santa Margherita, de style gothico-Renaissance (XIVe – XVe siècle)
- L'église du Carmine, baroque
- Le château Luna, du XIVe siècle
- Les restes des murs aragonais, du XVIe siècle

## Églises
- Cattedrale della Santa Maria del Soccorso  (Duomo)
- Chiesa di Santa Rita
- Chiesa di San Pietro a Cegliolo
- Chiesa di Santa Margherita
- Chiesa del Sacro Cuore
- Chiesa dei Cappuccini
- Chiesa di San Domenico
- Chiesa di Gesù Unica Via Salvo Toto
- Chiesa di Santa Maria dell'Itria
- Chiesa dell'Ospedale Giovanni Paolo II
- Chiesa Madre
- Chiesa di Santa Maria delle Giummare
- Chiesa di San Michele Arcangelo
- Chiesa di San Nicolo la Latina
- Chiesa di Santa Maria del Giglio
- Chiesa del Carmine
- Santuario di San Calogero
- Chiesa di Sant'Agostino
- Chiesa di Sant'Antonio Abate
- Chiesa del Collegio del Gesuiti (San Giovanni Battista)
- Cappella di San Giorgio del Genovesi

### Carnaval
Le carnaval de Sciacca date du XIXe siècle. Les habitants se travestissent, par exemple le journalier en comte ou l'avocat en paysan. Défoulement autant que satire politique, il s'exprime aussi à travers les motifs des chars qui défilent dans la ville, le contenu irrévérencieux des poèmes déclamés pendant les festivités qui se terminent avec le roi Peppe Nappa par une profusion de saucisses, de macaronis et de vin.

## Photographies

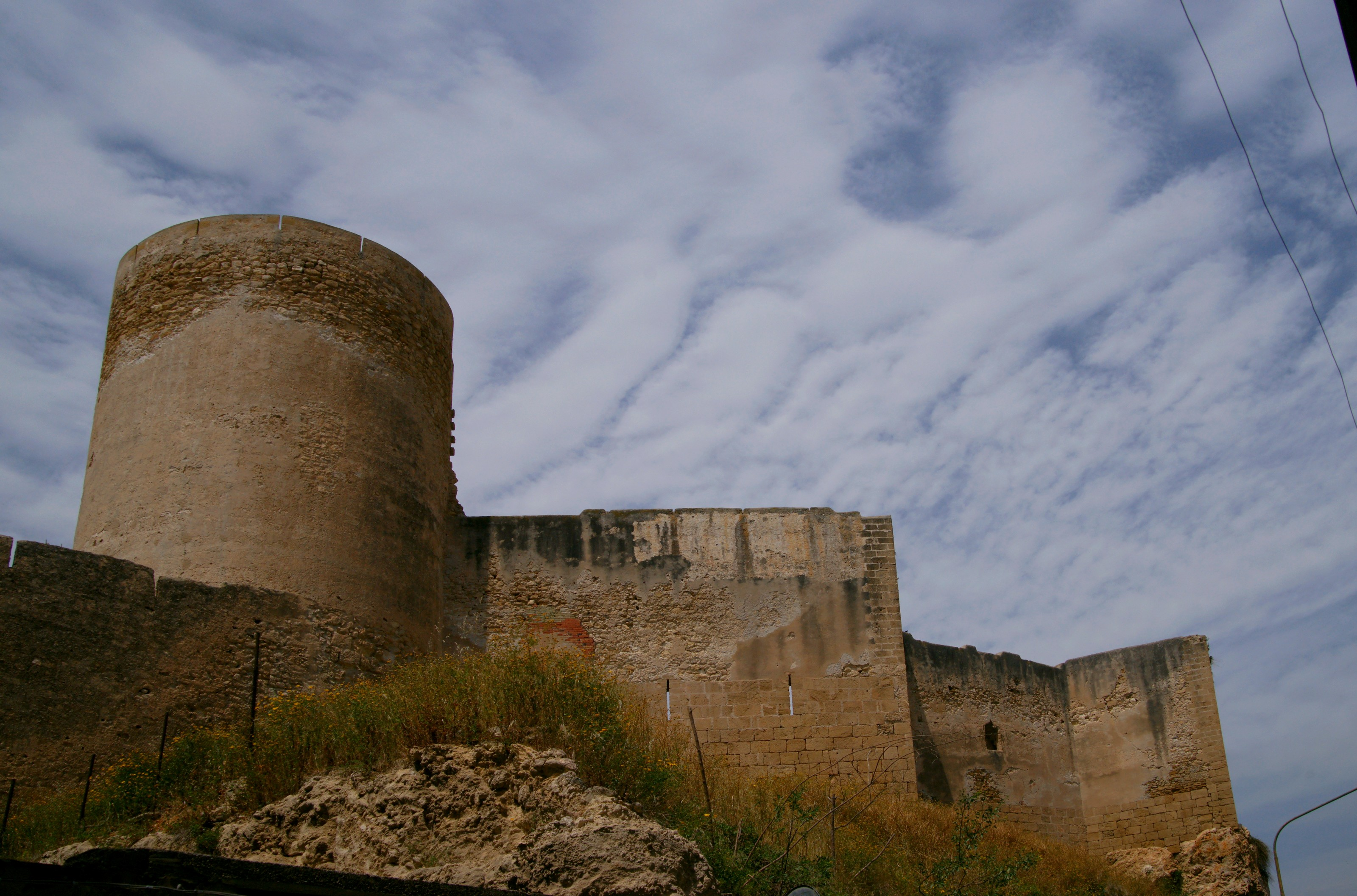
Castello Luna.
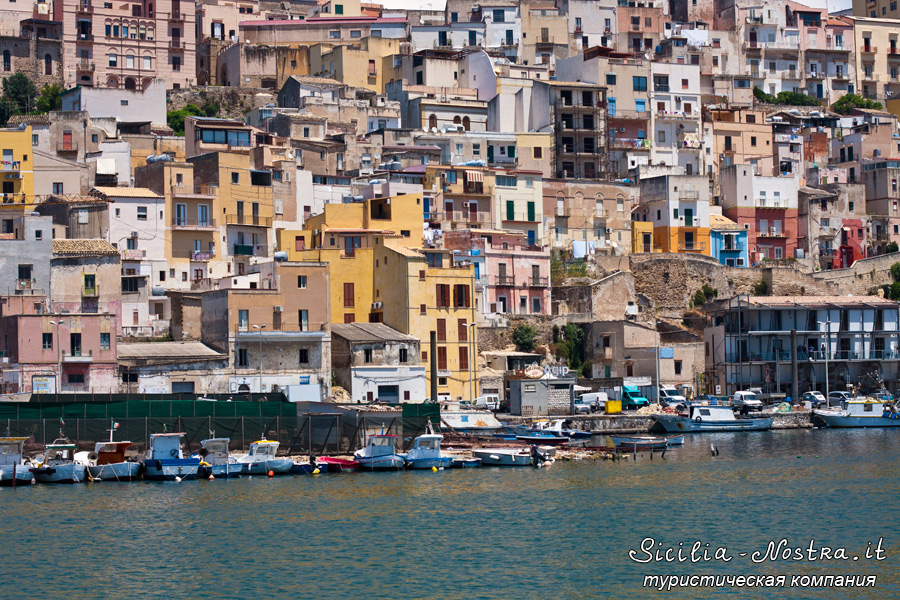
Panorama.
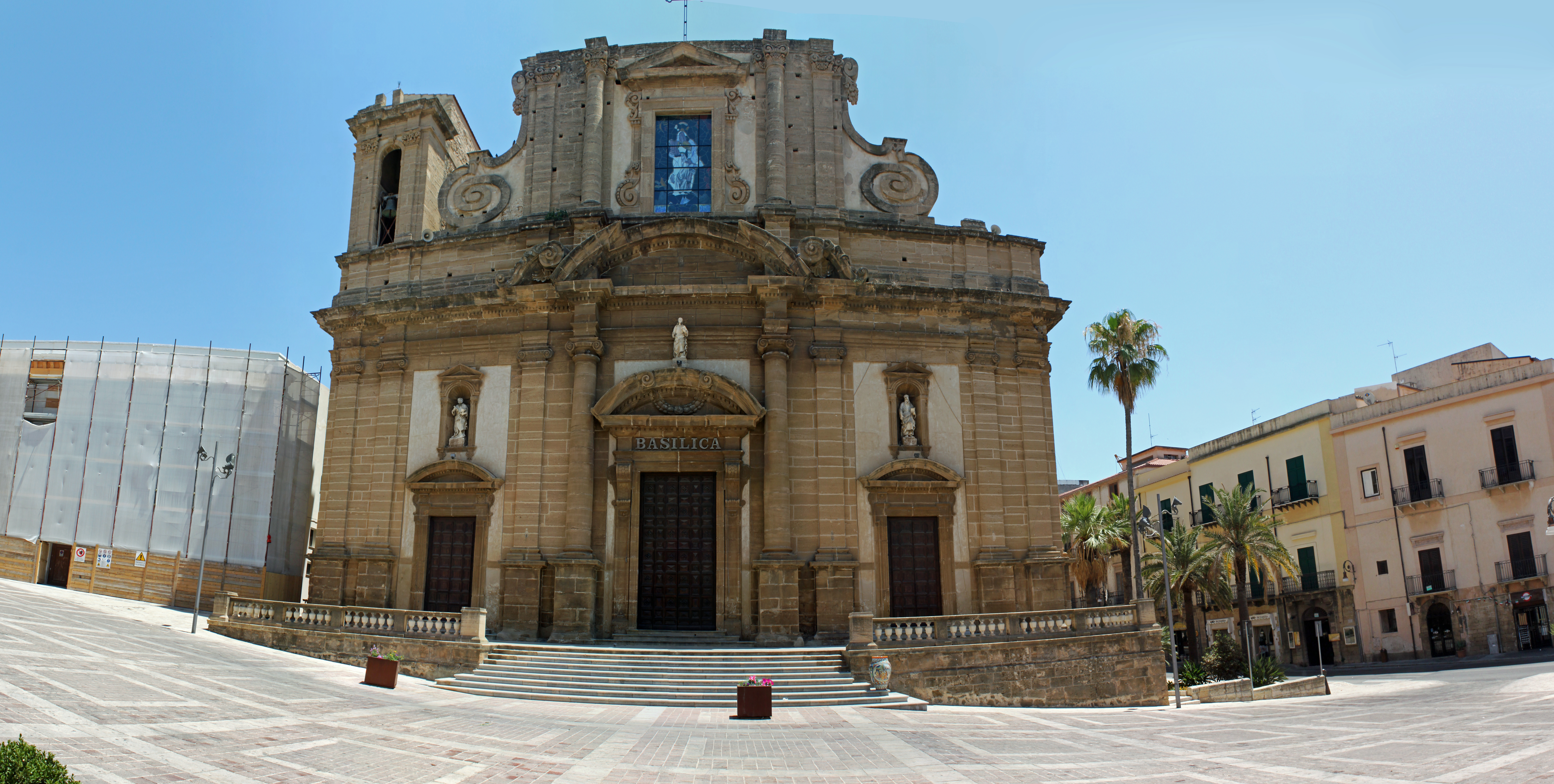
Basilique.
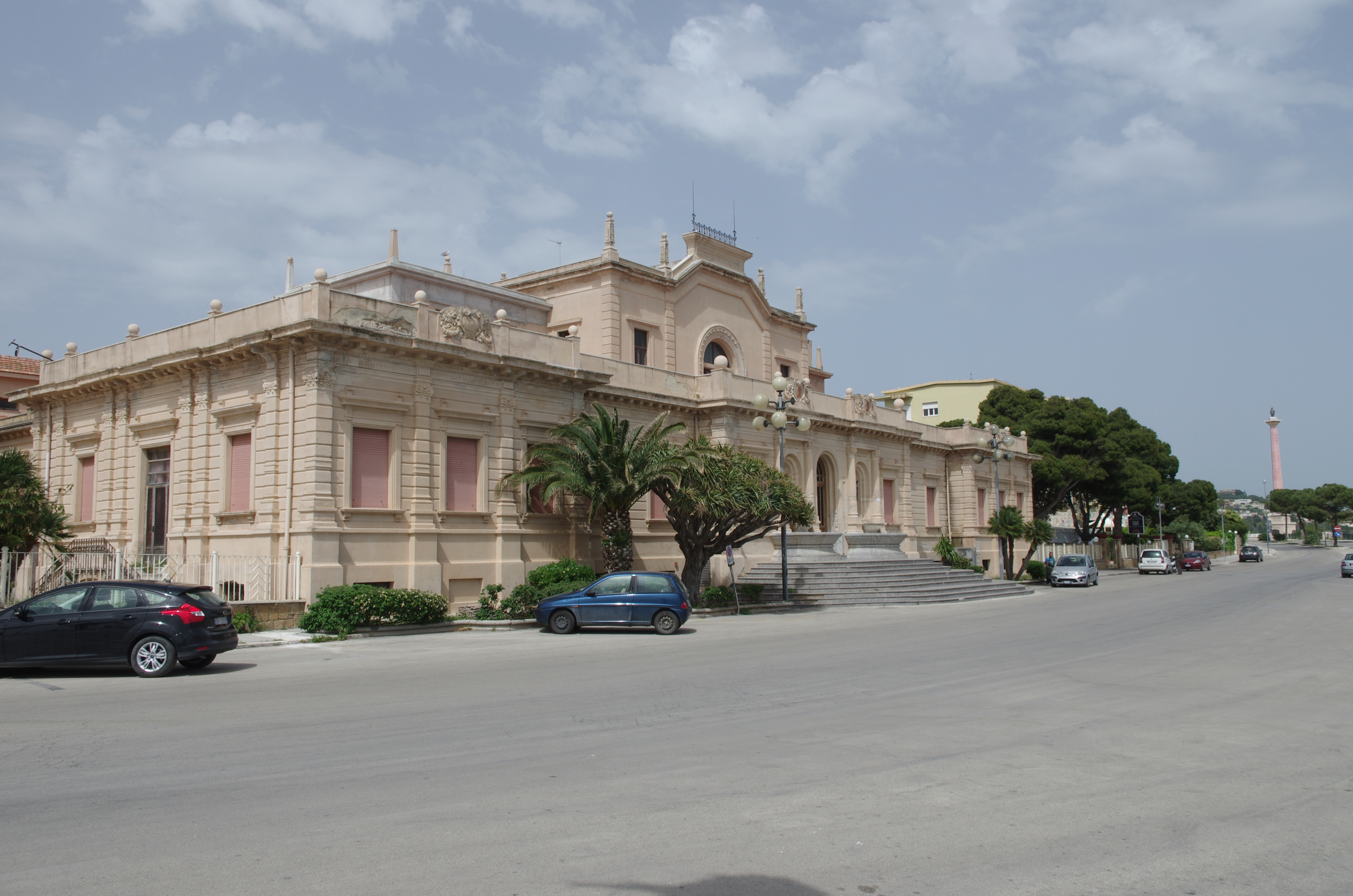
Les Thermes.
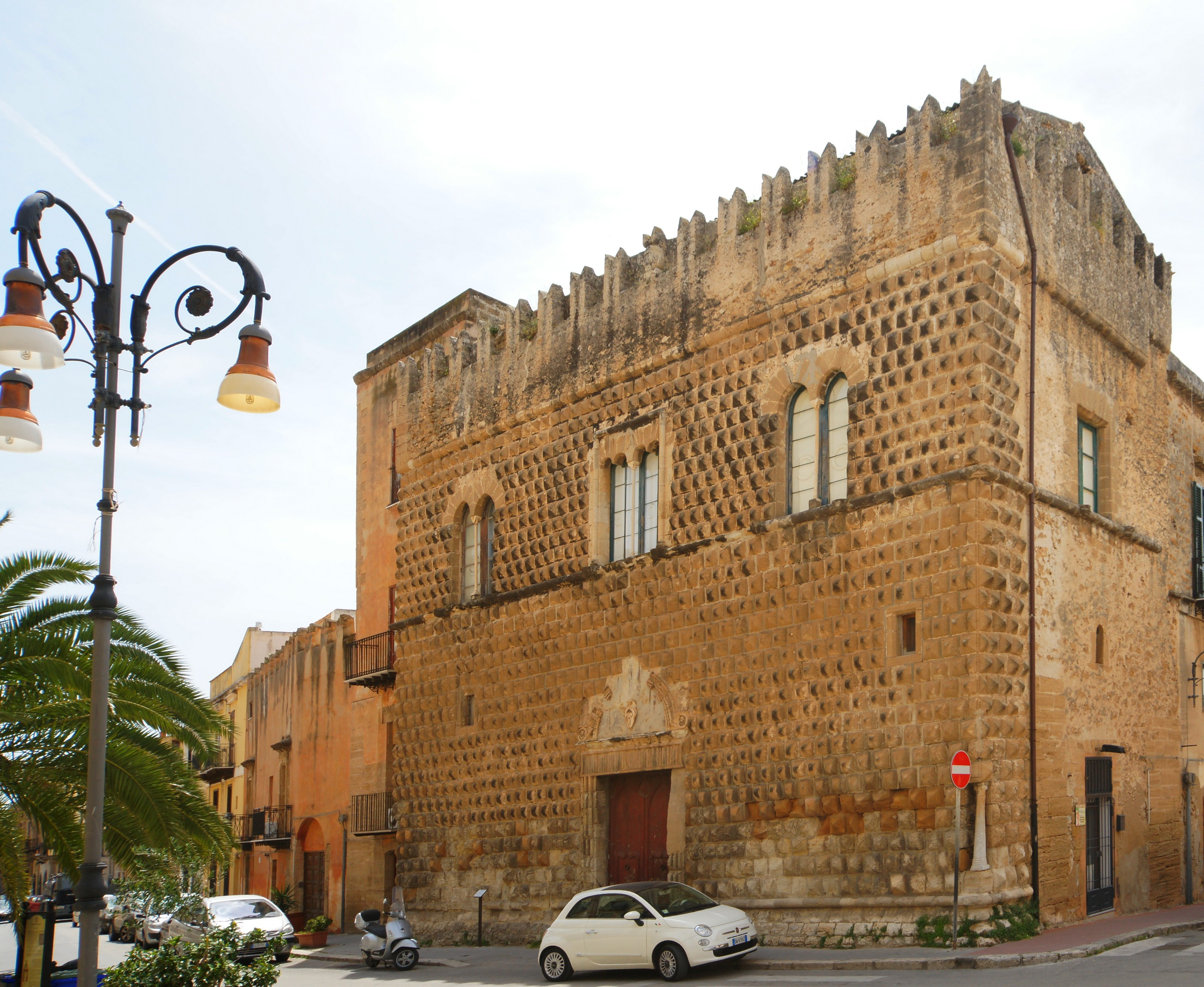
Le Palazzo Steripinto et sa façade en « pointes de diamants ».
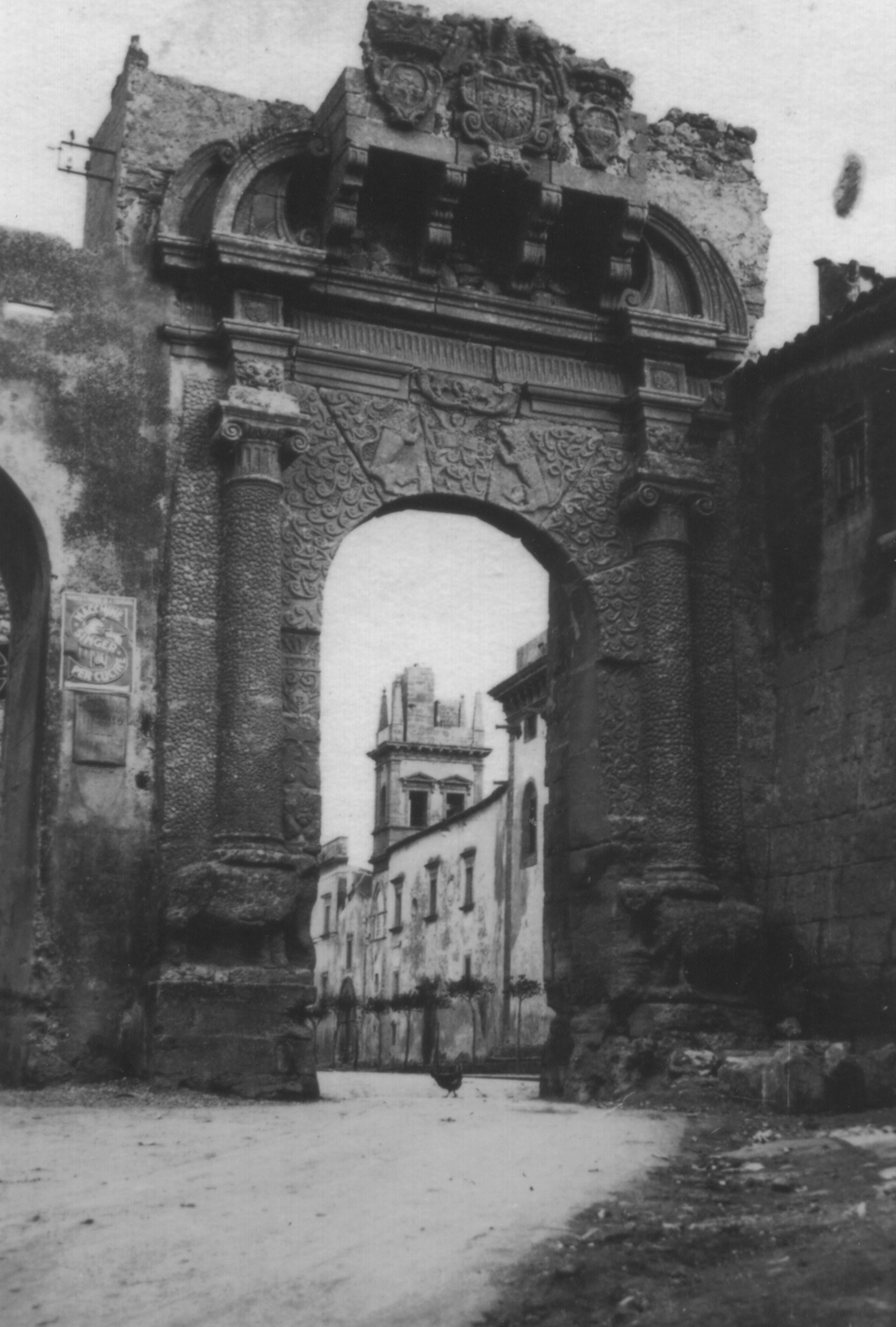
Porta San Salvatore.
Palazzo Taviglia.
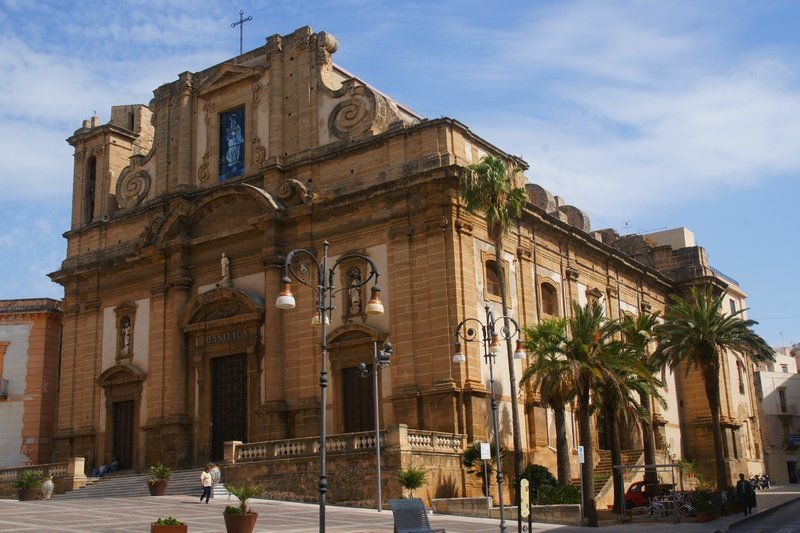
Duomo.